# Étienne Du Chemin
Étienne Du Chemin [Estienne Duchemin] est un avocat au Parlement de Paris, actif durant la première moitié du XVIIe siècle, qui a mis en musique et publié des odes d’Horace et des odes de Pindare. 

## Biographie
Dans son Harmonie universelle (1636), Marin Mersenne parle de lui à plusieurs reprises. C’est à la p. 180 du Traité de la voix et des chants qu’il le présente : « Monsieur Du Chemin advocat au Parlement, qui a déjà mis de Pindare et d’Horace en musique suivant la mesure, et le propre mouvement que requiert la nature de chaque vers ». Mersenne publie également deux ou trois pièces de lui, à deux ou à une voix. Il précise que l’auteur pourrait en montrer d’autres si on l'en prie.
L’homme n’est pas encore identifié avec certitude. Peut-être s’agit-il de cet Estienne Duchemin, avocat en Parlement, marié à Madeleine Nicolas, cité dans deux actes des 30 mars 1623 et 24 janvier 1629, et déjà mort en novembre 1645.
Du Chemin est cité quelquefois dans la correspondance de Mersenne dans les années 1634-1639. 

## Œuvres

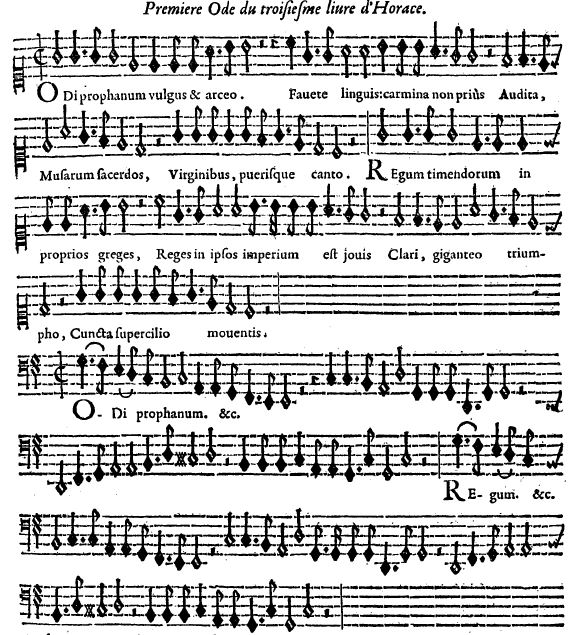
Ode d'Horace mise en musique par Étienne Du Chemin (1636).

- Deux ou trois pièces antiques mises en musique sont publiées dans l’Harmonie universelle de Marin Mersenne (1636) : l'ode à deux voix Odi prophanum vulgus et arceo extraite du IIIe livre des Odes d'Horace (à la page 395 du Livre VIe de l'Embellissement des Chants), l'ode à une voix en grec ΑΡΙΣΤΟΝ... de Pindare (à la p. 418 du même livre), peut-être aussi l'ode à deux voix Solvitur acris hyems grata d’Horace à la même page. Les deux premières pièces sont republiées dans Masson 1906.

De ces pièces, Mersenne laisse entendre que Du Chemin pourrait faire une version polyphonique :  « Joint qu’il serait à propos d’y ajouter la basse, ou même les quatre parties, tant pour les voix que pour le luth, ou les autres instruments, ce que l’on peut espérer de l’auteur de ce chant. » Les pièces d'Horace paraissent être une anticipation de l’édition de 1661.
- Odes d'Horace mises en musique à 4 parties. Paris : probablement Jacques II de Sanlecque ou sa veuve Marie Manchon, 1661. 4 vol. 4°.

Édition perdue, dont l’existence est attestée par diverses mentions dans des catalogues du temps. Voir le détail dans Guillo 2010 n° JS-8.
Les deux exemples publiés en 1636 montrent que les syllabes longues et les brèves sont nettement différenciées pour bien rendre le mètre des vers originaux ; en revanche Du Chemin donne aux syllabes longues des durées (en musique) très variées. Mersenne dit que les musiciens « ne sont pas obligés de faire toutes les syllabes d’une même longueur... pourvu que dans une même mesure ou diction ils usent des notes d’un moindre temps sur les syllabes brèves ».